# Juan Alonso de Navia y Arango
Juan Alonso de Navia y Arango, i marqués de Ferrera (Avilés, Asturias, 1659 - ibídem, 1731) fue un noble y militar español, alférez mayor de Luarca y del concejo de Valdés (R.D. 22 de febrero de 1700), regidor perpetuo de Avilés y de Oviedo y caballero de la Orden de Santiago.

## Biografía
Contrajo matrimonio dos veces: La primera, con María Magdalena de Montenegro (hija de Pedro de Montenegro, señor de la casa de Montenegro, y de Francisca de Cadorniga y Pimentel, de la casa de la Mezquita en Galicia); y la segunda en 1700 con Rosa Francisca de Navia-Osorio y Vigil de Quiñones, hermana de Álvaro Navia Osorio y Vigil de la Rúa, iii marqués de Santa Cruz de Marcenado y vizconde del Puerto.
De su primer matrimonio nació Francisca de Navia y de Montenegro, que heredó los mayorazgos de su madre y de Álvaro de Navia-Osorio y Vigil de la Rúa, hermano de la segunda mujer de su padre.
De su segundo matrimonio nace Juan Alonso de Navia-Arango y de Navia-Osorio, segundo marqués de Ferrera. Éste hereda al título al fallecer su padre, el primer marqués de Ferrera, en 1731.